# 庫強卡 (奧斯特羅赫區)
50°14′27″N 26°19′18″E / 50.24083°N 26.32167°E
庫強卡（烏克蘭語：Кутянка），是烏克蘭西北部的村莊，隸屬里夫內州的里夫內區。該村始建於1560年，面積1.368平方公里，海拔高度245米，2001年人口480。